# Nitocrella slovenica
Nitocrella slovenica là một loài động vật giáp xác trong họ Ameiridae.